# مارسيلو كوستا ريسيندي سيكوييرا
مارسيلو كوستا ريسيندي سيكوييرا هو لاعب كرة قدم برازيلي في مركز الدفاع، ولد في 27 يناير 1987 في بورتو أليغري في البرازيل. لعب مع جمعية أرابيراكا الرياضية ونادي أيك لارنكا.